# Каплун, Григорий Данилович
Григорий Данилович Каплун (27 июня 1906, Николаев, Херсонская губерния — 11 марта 1979, Москва) — советский государственный деятель, заместитель министра судостроительной промышленности СССР.
Принимал активное участие в создании океанского военно-морского флота. Занимался планированием и развитием строительства кораблей Военно-Морского Флота СССР, широким внедрением в ВМФ СССР атомной энергетики, высокоэффективных боевых комплексов баллистических и крылатых ракет.
В период Великой Отечественной войны руководил операциями по эвакуации заводов с временно оккупированных территорий и организацией их работы на новых местах, ремонтом и поддержанием боеспособного состояния кораблей военно-морского флота, изготовлением для снабжения армии и флота предметов технического снаряжения и боеприпасов. В послевоенный период — восстановлением предприятий отрасли.

## Биография
Родился в г. Николаеве Херсонской губернии.
С 13 лет работал и учился без отрыва от производства (начинал в 1919 г. учеником-смазчиком форм на черепичной фабрике).
В 1934 году окончил Николаевский кораблестроительный институт по специальности инженер-судомеханик.
- 1928−1931 — техник на Николаевском судостроительном заводе им. А. Марти.
- 1931−1937 — начальник отдела дизелестроения, заместитель начальника производственного отдела, старший строитель кораблей Николаевского судостроительного завода им. А. Марти.
- 1937−1940 — директор судостроительного завода № 202 им. Ворошилова, г. Владивосток.
- 1940−1946 — заместитель наркома судостроительной промышленности СССР.
- 1941−1942 — исполнял обязанности наркома судостроительной промышленности СССР
- 1946−1953 — заместитель министра судостроительной промышленности СССР.
- 1953−1954 — начальник 3-го Главного управления Министерства транспортного и тяжелого машиностроения, объединяющего 28 заводов (в связи с реорганизацией четырёх министерств).
- 1954−1957 — начальник 3-го Главного управления Министерства судостроительной промышленности СССР (объединенное министерство было упразднено и вновь воссоздано Министерство судостроительной промышленности).
- 1957−1960 — первый заместитель председателя Хабаровского Совнархоза.
- 1961−1962 — переход на пенсию по болезни.
- 1963−1965 — заместитель начальника Управления судостроительной промышленности Совета народного хозяйства СССР
- 1965−1979 — заместитель начальника отдела судостроительной промышленности и судоремонта Госплана СССР.

Член КПСС. Депутат Приморского Краевого (1939—1940) и Хабаровского городского (1957—1960) Советов Депутатов трудящихся. Являлся председателем Технического совета Дальневосточного филиала центрального научно-исследовательского института новейшей технологии судостроения и Председателем научно-технического общества судостроителей.
Умер в 1979 году. Похоронен на Ваганьковском кладбище.

## Награды
- Орден Ленина (1939);
- Орден Ленина (1945);
- Орден Ленина (1953);
- Орден Трудового Красного Знамени (1942);
- Орден Трудового Красного Знамени (1953);
- Орден Октябрьской Революции (1976);
- Орден «Знак Почета» (1970);
- Медаль «За доблестный труд в Великой Отечественной войне 1941—1945» (1945);
- Медаль «За оборону Москвы» (1944).